# Skisprint
Der Skisprint (in der Regel als  Sprint bezeichnet) ist die kürzeste Wettkampfform des Skilanglaufes. Er entwickelte sich in den 1990er Jahren zunächst aus Show-Wettkämpfen in Innenstädten und Stadien, meist vor oder nach der eigentlichen Saison. Seit dem Weltcup 1996 in Reit im Winkl, den Weltmeisterschaften 2001 in Lahti und den Olympischen Winterspielen 2002 in Salt Lake City ist der Skisprint international als gleichwertig akzeptiert.

## Qualifikationsmodus
Zunächst qualifizierten sich im Einzelrennen gegen die Uhr die besten 16, die dann in Ausscheidungsrennen gegeneinander antreten mussten, bis es zu einem Finale kam. Seit 2005 hat sich das heutige Verfahren etabliert. Die besten 30 qualifizieren sich im Einzelrennen gegen die Uhr für die Finalrunden. Hier treten jeweils sechs in fünf Rennen Viertelfinalrennen an, von denen sich jeweils die ersten beiden und insgesamt die zwei Zeitschnellsten sonst nicht qualifizierten (Lucky Loser) für 2 Halbfinale qualifizieren. Auch hier qualifizieren sich die beiden ersten und zwei Lucky Loser für das Finale, so dass in den Finalrunden jeweils 6 Athleten gegeneinander antreten. Die Streckenlängen betragen international immer zwischen 1200 und 1800 m (meist 3–4 min für das Rennen). Zwischen der Qualifikation und dem Viertelfinale haben die Sportler 1–2 Stunden Pause (je nach Startplatz), zwischen Viertelfinale und Halbfinale liegen ca. 30 min, zwischen Halbfinale und Finale ca. 20 min.

## Anforderungen
Sandbakk analysierte die Anforderungen bei einem internationalen Rennen und stellte hierbei fest, dass die Durchschnittsgeschwindigkeit 7,6 m/s, in den Grenzen von 5 bis 10 m/s lag mit 9 dem Gelände angepassten Tempo- und Technikwechseln. Die Leistungsunterschiede kamen vor allem in den Bergaufpassagen zustande, wobei die größten Unterschiede jeweils am Ende der Berge und am Übergang von der Bergauf- zur Bergabtechnik lagen. Da die Bergabstücke selten nennenswerte technische Anforderungen stellen, werden sie überwiegend zur relativen Erholung genutzt. Die besten Skisprinter zeichnen sich durch eine sehr gute Erholungsfähigkeit aus. Diese dem Gelände angepasste Belastungsintensität ist früher bereits bei Radrennfahrern beobachtet worden und unterscheidet sich deutlich von den Mittel- und Langstrecken der Leichtathletik. Ca. 70 % der Energiebereitstellung erfolgt aerob, die VO2max ist von größter Bedeutung, sowie die Fähigkeit mehrfach am Tag höchste Leistungen zu erbringen.
Mikkola et al. konnten zeigen, dass außerdem die anaerobe Leistungsfähigkeit vor allem zu Beginn und am Ende eines jeden Rennens von großer Bedeutung sind.
Die Leistungsfähigkeit der Frau im Skisprint ist ca. 17 % geringer als die der Männer, da Männer eine größere Muskelmasse, eine größtere Sauerstoffaufnahmefähigkeit und weniger Körperfett haben. Die Geschlechterunterschiede waren somit ca. 5 % größer als in anderen Ausdauersportarten, was auch mit der größeren Bedeutung der Armkraft im Skisprint im Zusammenhang steht. Da der größte Teil der Energiebereitstellung jedoch aerob ist, die aerobe Leistungsfähigkeit auch einen entscheidenden Einfluss auf die Erholungsfähigkeit zwischen den Rennen hat, ist die Trainingsbelastung und -periodisierung dem an längeren Strecken orientierten Skilanglauf angepasst, auch wenn der Anteil des Krafttrainings höher liegt.